# 安達曼航空
安達曼航空是一家位於泰國的地區航空公司，在2000年成立，同年10月29日正式營運，營運國內、國際航線及提供非定期航班服務。安達曼航空初期航點為曼谷、普吉和新加坡，至2003年4月已擴展至13個航點。2004年安達曼航空停止營運，2006年3月泰國民航局取消安達曼航空的空運牌照。

## 過去機隊
- 3架福克F50
- 1架福克F100
- 3架捷流-31